# رابرت یونگ
رابرت یونگ (انگلیسی: Robert Jung؛ زادهٔ ۱۹ دسامبر ۱۹۴۴) بازیکن فوتبال اهل آلمان است.
از باشگاه‌هایی که در آن بازی کرده‌است می‌توان به باشگاه فوتبال کایزرسلاوترن اشاره کرد.